# Cult of the Lamb
Cult of the Lamb (с англ. — «Культ агнца») — приключенческий боевик с элементами Roguelike и градостроительного симулятора, разработанный инди-студией Massive Monster и изданный Devolver Digital. Игра была выпущена 11 августа 2022 года на платформах Windows, macOS, Nintendo Switch, PlayStation 4, PlayStation 5, Xbox One и Xbox Series X/S. Игрок управляет одержимым ягнёнком (агнцем), которому не даёт умереть богоподобное существо по имени «Тот-кто-ждёт» (англ. The One Who Waits). Спасённый агнец, в свою очередь, должен основать и содержать культ.

## Игровой процесс
Cult of the Lamb делится на две геймплейные составляющие: управление культистским поселением и походы в земли еретиков старой веры.
Агнец может взаимодействовать со своими последователями, давая им задания или выполняя их желания. Расширяя и усиливая свой культ, игрок тратит ресурсы на улучшение поселения и своих боевых характеристик. Со временем в игре открываются дополнительные локации.
Каждый поход начинается с поднятия оружия и проклятья. Оружие (кинжал, меч, молот, топор, перчатки, мушкет) является основным способом атаки врага, а проклятья — дополнительным подспорьем в борьбе. Также на протяжении похода игрок может найти усиления в виде карт таро или реликвий у NPC-предсказателя или в качестве награды за убийство врагов.

## Сюжет
В мире лжепророков ягненок, единственный выживший после геноцида, приводится к четырём епископам старой веры и приносится им в жертву. Однако геноцид не помог, ведь после смерти ягненок предстает перед «Тем, кто ждёт» — таинственным божеством, закованным в цепи. «Тот, кто ждёт» поручает ягненку основать культ от его имени, даёт ему демоническую корону, а затем воскрешает его, делая своим агнцем.
С помощью Крысау, предшественника агнца, ягненок поселяется на руинах храма и начинает основывать культ от имени «Того, кто ждёт», чтобы победить четырёх епископов — Лешего, Хекат, Калламара и Шамуру — и освободить его. Укоренившись в культе, агнец отправляется в крестовый поход для того, что бы победить всех епископов и тем самым выполнить поручение, чтобы освободить «Того, кто ждёт».
По мере того, как агнец постепенно приближается к своей конечной цели, «Тот, кто ждёт» сообщает агнцу, что четыре епископа предали и заключили его в тюрьму, и что он намерен в конечном итоге править культом и миром, переделывая их по своему образу. Однако во время крестового похода агнца против Шамуры та раскрывает личность «Того, кто ждёт»: «Нариндер». Шамура также сообщает агнцу, что Нариндер был не только Пятым епископом Старой Веры, но и их братом и равным, правившим Царством смерти. Шамура сетует на агнца, признаваясь, что тысячелетия назад Нариндер стало недостаточно роли епископа. Шамура, ослеплённая любовью к Нариндеру, пыталась помочь ему, обучая его идеям перемен, хотя учения Шамуры были «самыми неестественными» для Нариндера, как заявила Шамура. В конце концов, Нариндер предал епископов, что вынудило Шамуру и других заключить его в тюрьму. Перед финальной битвой Шамура предупреждает агнца, что Нариндер придет за ними, когда все епископы будут мертвы. После того, как Шамура побеждена, «Тот, кто ждёт» приказывает агнцу посетить его в Царстве смерти, чтобы вернуть демоническую корону и принести себя в жертву.
С помощью своих последователей агнец открывает последние врата и идёт впереди «Того, кто ждёт». Затем агнцу приказывают преклонить колени и принести себя в жертву перед последователями, чтобы «Тот, кто ждёт» мог вернуть кровавую корону и занять своё место бога мира.
Затем игроку предоставляется возможность пожертвовать собой, чтобы исполнить пророчество, или отказаться от этого. Если игрок соглашается, «Тот, кто ждёт» освобождается и подвергает агнца пыткам, прежде чем убить его, заканчивая игру. Если игрок отказывается, начинается финальная битва между агнцем и последователями «Того, кто ждёт» — Баалом и Аймом.
После того, как последователи побеждены, «Тот, кто ждёт» пытается убить самого агнца. После первого поражения «Тот, кто ждёт» насмехается над агнцем и трансформируется, втягивая агнца в ад и пытаясь убить его на глазах у своих последователей во второй раз. Если агнец снова победит «Того, кто ждёт», то божество лишается своих сил и превращается в похожее на последователя существо по имени Нариндер. Затем Нариндер признает поражение и завидует агнцу, и игроку предоставляется возможность пощадить Нариндера или убить его. Если игрок решает убить Нариндера, Нариндер утверждает, что агнец ничем не отличается от него. После его убийства игрок получает тотем «Тот-кто-ждёт», который можно поставить в деревне. Однако, если игрок решит пощадить Нариндера, Нариндер может быть введён в культ как бессмертный последователь и оскорбит агнца за слабость. Любой вариант приводит к тому, что последователи агнца спасаются, агнец возвращается в свой культ, становясь новым богом смерти, и игра заканчивается.
В дополнении Relics of the Old Faith сюжет продолжается: агнец предстаёт перед неизвестной сущностью, похожей на ветхозаветного ангела. ??? (имя можно поменять) говорит агнцу, что после победы над епископами их души оказались в заточении и страдают. Агнец как новый бог должен вновь посетить земли Старой Веры, вновь сразиться с епископами и освободить их души. Побеждённые епископы становятся новыми последователями и входят в культ. В конце ??? может вернуть Нариндера к жизни (если он был убит). Также добавляются сильные удары оружием, которые можно разбить лишь сильным ударом.

## Критика
| Русскоязычные издания | Русскоязычные издания |
| Издание               | Оценка                |
| --------------------- | --------------------- |
| StopGame.ru           | Похвально             |

Критики отмечали привлекательный визуальный стиль игры, внимание к деталям и оригинальный сеттинг.
Cult of the Lamb подверглась критике за малое разнообразие оружия и противников. Помимо этого отмечалось, что две игровых составляющих — управление культом и боевые забеги — хороши по отдельности, но плохо сочетаются в единой игре. Так как во время забегов игровое время не останавливается, то, оставив культ в приемлемом состоянии, игрок может вернуться в разрушенное поселение, что убивает мотивацию уделять внимание активной части игры.
Некоторым рецензентам игра показалась чересчур лёгкой — даже на высоких уровнях сложности.

### Продажи и награды
За первую неделю было продано более одного миллиона копий игры.
| Год  | Награда                          | Категория                            | Результат | Прим.  |
| ---- | -------------------------------- | ------------------------------------ | --------- | ------ |
| 2022 | Australian Game Developer Awards | «Игра года»                          | Победа    | [ 9 ]  |
| 2022 | Australian Game Developer Awards | «Превосходство в геймплее»           | Победа    | [ 9 ]  |
| 2022 | Australian Game Developer Awards | «Превосходство в визуальном дизайне» | Победа    | [ 9 ]  |
| 2022 | Australian Game Developer Awards | «Превосходство в звуковом дизайне»   | Номинация | [ 9 ]  |
| 2022 | Australian Game Developer Awards | «Превосходство в музыке»             | Победа    | [ 9 ]  |
| 2022 | BAFTA Games Awards               | «Лучшая игра в 2023»                 | Номинация | [ 10 ] |
| 2022 | BAFTA Games Awards               | «Лучший геймдизайн в 2023»           | Номинация | [ 10 ] |
| 2022 | BAFTA Games Awards               | «Оригинальное произведение в 2023»   | Номинация | [ 10 ] |
| 2022 | The Game Awards                  | «Лучшая инди-игра»                   | Номинация | [ 11 ] |
| 2022 | Golden Joystick Awards           | «Лучший визуальный дизайн»           | Номинация | [ 12 ] |
| 2022 | Golden Joystick Awards           | «Лучшая инди-игра»                   | Победа    | [ 12 ] |